# Mysz morska
Mysz morska, afrodyta tęczowa, złotorunka (Aphrodita aculeata) – gatunek morskiej pierścienicy zaliczany do wieloszczetów, pospolity w morzach otaczających Europę (północnej części Oceanu Atlantyckiego, Morzu Północnym, Śródziemnym i Adriatyckim). Występuje również na wybrzeżach Ameryki Północnej.  
Ma grzbietobrzusznie spłaszczone ciało o długości 10–20 cm oraz grubości do 4 cm, zbudowane z somitów (dorosłe osobniki mają ich około 40). Myszy morskie otoczone są po bokach barwnym „futerkiem” miękkich, metalicznie mieniących się szczecinek.

## Biologia
Mysz morska jest gatunkiem rozdzielnopłciowym. Prowadzi przydenny tryb życia. Porusza się za pomocą parapodiów, ryjąc w mule drąży kilkucentymetrowe tunele w dnie morskim. Wwiercając się najpierw głową lub zagrzebując się w mule częścią ciała, oczekuje na zdobycz. Jest drapieżnikiem specjalizującym się w jedzeniu wolno poruszających się lub osiadłych organizmów. Żywi się małymi bezkręgowcami morskimi, m.in. nereidami oraz młodymi krabami. U myszy morskich często spotyka się kanibalizm. Same stanowią pokarm wielu ryb.

## Badania
Badania Floriana Mumma i Pawła Sikorskiego z Norweskiego Uniwersytetu Naukowo-Technicznego wykazały, że mysz morska może pomóc wytwarzać metalowe nanodruciki 100 razy dłuższe niż się to dotąd udawało, w dodatku dużo niższym kosztem. Kanały w szczecinkach pokrywających wieloszczeta można wykorzystać jako formy do galwanicznego osadzania metalu. Przykłada się wówczas do jednego ich końca złotą elektrodę i osadza jony miedzi lub niklu. Najdłuższe uzyskiwane dotychczas nanodruciki miały długość 0,2 mm, natomiast te otrzymane przy wykorzystaniu włosków myszy morskiej aż dwa centymetry.